# Red Herring (Rhetorik)
Ein Red Herring (englisch für „Roter Hering“) ist nach einer Definition von T. Edward Damer der Versuch, die Schwäche einer Position zu kaschieren, indem die Aufmerksamkeit vom eigentlichen Thema auf ein Randthema gelenkt wird. Damer greift dabei eine etablierte Redewendung (Red Herring als Synonym für Finte, falsche Spur) auf.

## Einführung bei Damer
“In argument, using a red herring means steering a debate away from one issue to a different, perhaps related, issue in such a way as to make it appear that the related issue is relevant to the issue at hand, but primarily as a means of avoiding the obligation to address the main issue or criticism.”

„Beim Argumentieren bedeutet der Gebrauch eines Red Herring, dass eine Debatte von einem Thema auf ein anderes, damit eventuell in Beziehung stehendes Thema gelenkt wird, sodass es aussieht, als sei das verwandte Thema für das erste relevant, aber in erster Linie doch, um vor der Notwendigkeit auszuweichen, sich mit der Hauptsache oder mit Kritik zu befassen.“

Wie Damer aufgewiesen hat, werden Red Herrings oft nicht bewusst – und noch weniger geplant – eingesetzt. Viele Sprecher, die einen Red Herring in die Diskussion werfen, sind tatsächlich davon überzeugt, sich hart am Thema zu befinden.

## Red Herringsals Scheinargumente
Alle Red Herrings sind Fehlschlüsse der Relevanz (englisch fallacies of relevance) insofern, als das vorgebrachte vermeintliche Argument die zu beweisende These tatsächlich überhaupt nicht untermauert, im Diskussionszusammenhang also keine logische Relevanz besitzt.
Jedoch lassen viele Prämissen sich leicht mit psychologischen Gesichtspunkten verknüpfen, etwa mit Emotionen, Stereotypen oder Vorurteilen. Wenn ein Red Herring an einem solchen psychologischen Ankerpunkt einhakt, kann – oft sogar für beide Seiten – auch dann ein (falscher) Anschein von Relevanz entstehen, wenn logische Relevanz fehlt. Im Deutschen werden Red Herrings umgangssprachlich darum auch als „Scheinargumente“ bezeichnet. Wenn erkennbar ist, dass mit dem Red Herring die Diskussion gänzlich beendigt werden soll, spricht man im Deutschen umgangssprachlich oft auch von „Totschlagargumenten“.
Der Gegenbegriff zu einem „Scheinargument“ bzw. Red Herring – also die Bezeichnung für ein Argument, mit dem etwas Behauptetes tatsächlich bewiesen wird – lautet Argumentum ad veritatem („Wahrheitsbeweis“).

## Abgrenzung und Einordnung des Begriffs
Mit Ignoratio elenchi hat ein Red Herring gemein, dass nicht das bewiesen wird, was bewiesen werden sollte. Anders bei als Ignoratio elenchi steht beim Red Herring aber die Absicht ganz im Vordergrund, vom ursprünglichen Gegenstand der Argumentation abzulenken.
Damer klassifiziert den Red Herring als eine von vier weitverbreiteten Ablenkungstaktiken (fallacies of diversion):
- Strohmann-Argument: Verzerrung oder Entstellung der Kritik oder des Arguments
- Triviale Beanstandungen (trivial objections): Angriff auf nur triviale Punkte der Kritik oder des Arguments
- Red Herring: Versuch, Diskussionsteilnehmer auf ein Nebenthema abzulenken
- Zuflucht zu Humor oder Spott: Scherzen oder Spotten über die Kritik oder das Argument

Ein gutes Argument sollte das Argument, auf das es Bezug nimmt, wirkungsvoll widerlegen (rebuttal criterion). Das Hauptproblem der fallacies of diversion sieht Damer darin, dass solche Argumente diesen Grundsatz verletzen. Infolgedessen sieht er eine starke Verwandtschaft der fallacies of diversion zu den Fehlschlüssen des Gegenbeweises (fallacies of counterevidence) und zur Gruppe der ad-hominem-Fehlschlüsse.